# Aartsbisdom Saint Louis
Het aartsbisdom Saint Louis (Latijn: Archidioecesis Sancti Ludovici) is een rooms-katholiek aartsbisdom met als zetel Saint Louis, in de staat Missouri, in de Verenigde Staten. De aartsbisschop van Saint Louis is metropoliet van de kerkprovincie Saint Louis, waartoe ook de volgende suffragane bisdommen behoren:
- Jefferson City
- Kansas City-Saint Joseph
- Springfield-Cape Girardeau

## Geschiedenis
Het aartsbisdom werd opgericht op 18 juli 1826, als het bisdom Saint Louis, uit delen van de bisdommen Durango en Louisiana and the Two Floridas, en was suffragaan aan het aartsbisdom Baltimore. Op 20 juli 1847 werd het verheven tot metropolitaan aartsbisdom. 
Het aartsbisdom verloor meermaals gebied bij de oprichting van de bisdommen Dubuque (1837), Chicago (1843), Little Rock (1843), Saint Joseph (1868), Kansas City (1880), het apostolisch vicariaat Montana (1883), en de bisdommen Jefferson City (1956) en Springfield-Cape Girardeau (1956).

## Parochies
Het aartsbisdom had in 2022 een oppervlakte van 15.443 km2 en telde 2.270.741 inwoners waarvan 22,5% rooms-katholiek was.

## Ordinarii

### Bisschoppen
- Joseph Rosati (20 maart 1827 - 25 september 1843; apostolisch administrator sinds 18 juli 1826)
  - John Timon (coadjutor: 17 mei 1839 - niet in bezit genomen)

### Aartsbisschoppen
- Peter Richard Kenrick (bisschop: 25 september 1843, aartsbisschop: 20 juli 1847 - 21 mei 1895; coadjutor sinds 30 april 1841)
  - James Duggan (coadjutor: 9 januari 1857 - 21 januari 1859)
  - Patrick John Ryan (coadjutor: 15 februari 1872 - 8 juli 1884)
- John Joseph Kain (8 juni 1895  - 13 oktober 1903; coadjutor sinds 16 juni 1893)
- John Joseph Glennon (13 oktober 1903 - 9 maart 1946; coadjutor sinds 27 april 1903)
  - Christian Herman Winkelmann (hulpbisschop: 13 september 1933 - 27 december 1939)
  - George Joseph Donnelly (hulpbisschop: 19 maart 1940 - 9 november 1946)
- Joseph Elmer Ritter (20 juli 1946 - 10 juni 1967)
  - John Patrick Cody (hulpbisschop: 10 mei 1947 - 19 januari 1954; kardinaal in 1967)
  - Charles Herman Helmsing (hulpbisschop: 17 maart 1949 - 24 augustus 1956)
  - Leo Christopher Byrne (hulpbisschop: 21 mei 1954 - 11 februari 1961)
  - Glennon Patrick Flavin (hulpbisschop: 17 april 1957 - 29 mei 1967)
  - George Joseph Gottwald (hulpbisschop: 23 juni 1961 - 2 augustus 1988)
- John Joseph Carberry (17 februari 1968 - 31 juli 1979)
  - Joseph Alphonse McNicholas (hulpbisschop: 31 januari 1969 - 22 juli 1975)
  - Charles Roman Koester (hulpbisschop: 2 januari 1971 - 10 september 1991)
  - Edward Thomas O’Meara (hulpbisschop: 28 januari 1972 - 21 november 1979)
  - John Nicholas Wurm (hulpbisschop: 25 juni 1976 - 19 september 1981)
- John Lawrence May (24 januari 1980 - 9 december 1992)
  - James Terry Steib (hulpbisschop: 6 december 1983 - 24 maart 1993)
  - Edward Joseph O’Donnell (hulpbisschop: 6 december 1983 - 8 november 1994)
  - Paul Albert Zipfel (hulpbisschop: 16 mei 1989 - 31 december 1996)
- Justin Francis Rigali (25 januari 1994 - 15 juli 2003; kardinaal in 2003)
  - Edward Kenneth Braxton (hulpbisschop: 28 maart 1995 - 12 december 2000)
  - Michael John Sheridan (hulpbisschop: 9 juli 1997 - 4 december 2001)
  - Joseph Fred Naumann (hulpbisschop: 9 juli 1997 - 7 januari 2004)
  - Timothy Michael Dolan (hulpbisschop: 19 juni 2001 - 25 juni 2002; kardinaal in 2012)
  - Robert Joseph Hermann (hulpbisschop: 16 oktober 2002 - 1 december 2010)
- Raymond Leo Burke (2 december 2003 - 27 juni 2008; kardinaal in 2010)
- Robert James Carlson (21 april 2009 - 10 juni 2020)
  - Edward Matthew Rice (hulpbisschop: 1 december 2010 - 26 april 2016)
  - Mark Steven Rivituso (hulpbisschop: 7 maart 2017 - heden)
- Mitchell Thomas Rozanski (10 juni 2020 - heden)

## Galerij van afbeeldingen

Wapen van het aartsbisdom
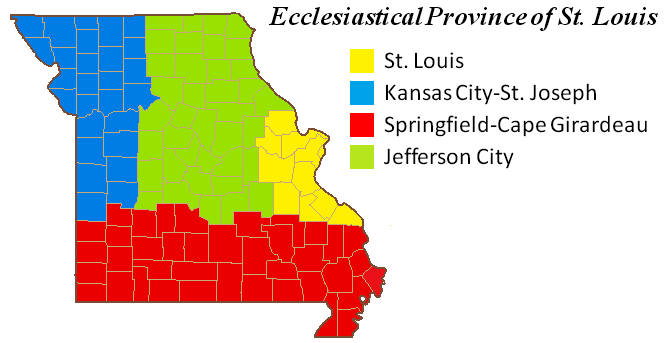
Kerkprovincie met aartsbisdom en suffragane bisdommen
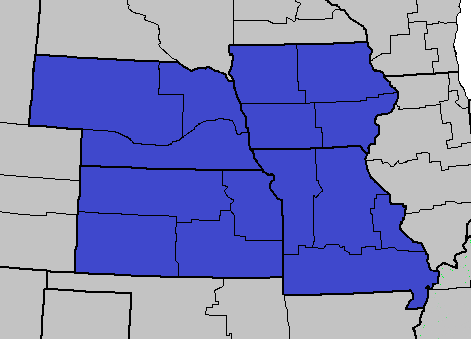
Regio IX van de Amerikaanse bisschoppenconferentie
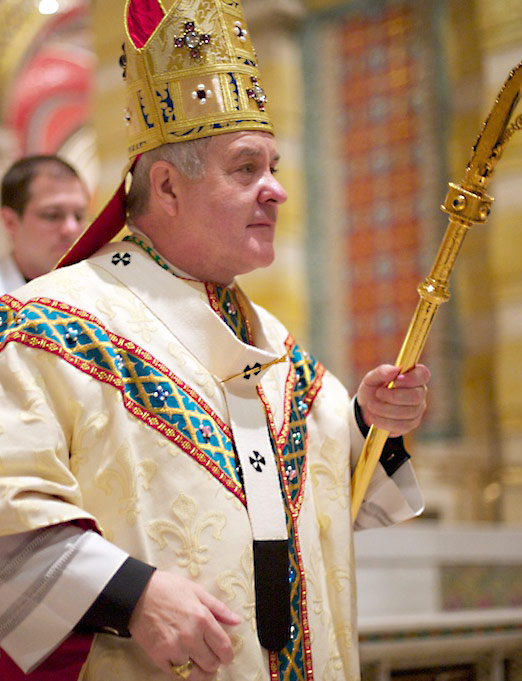
Aartsbisschop Robert James Carlson (2009-2020)

Saint Louis (aartsbisdom) · Jefferson City · Kansas City-Saint Joseph · Springfield-Cape Girardeau
Voormalig: Saint Joseph